# مرأب حافلات

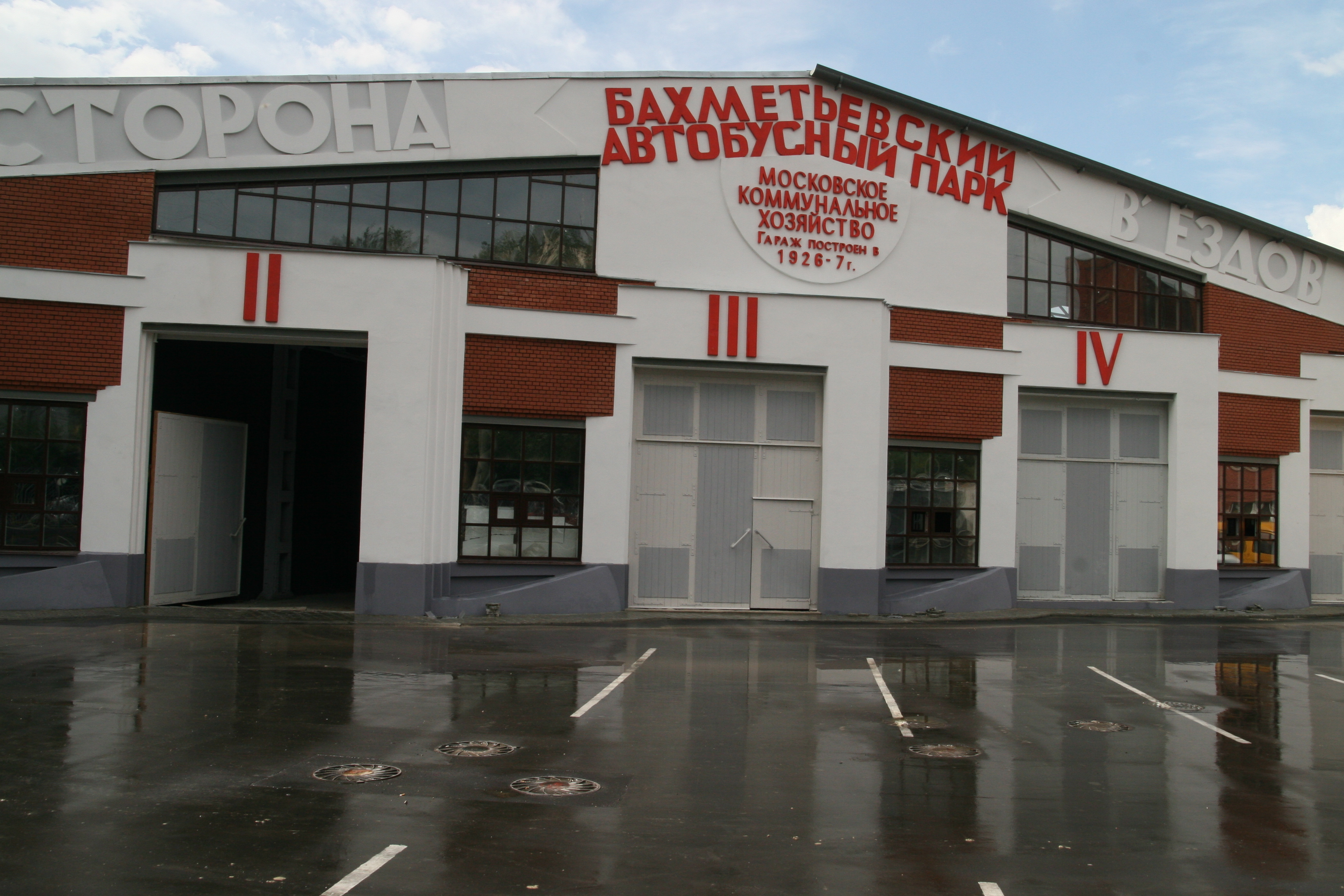
مرأب بسموروسكي للحافلات في موسكو

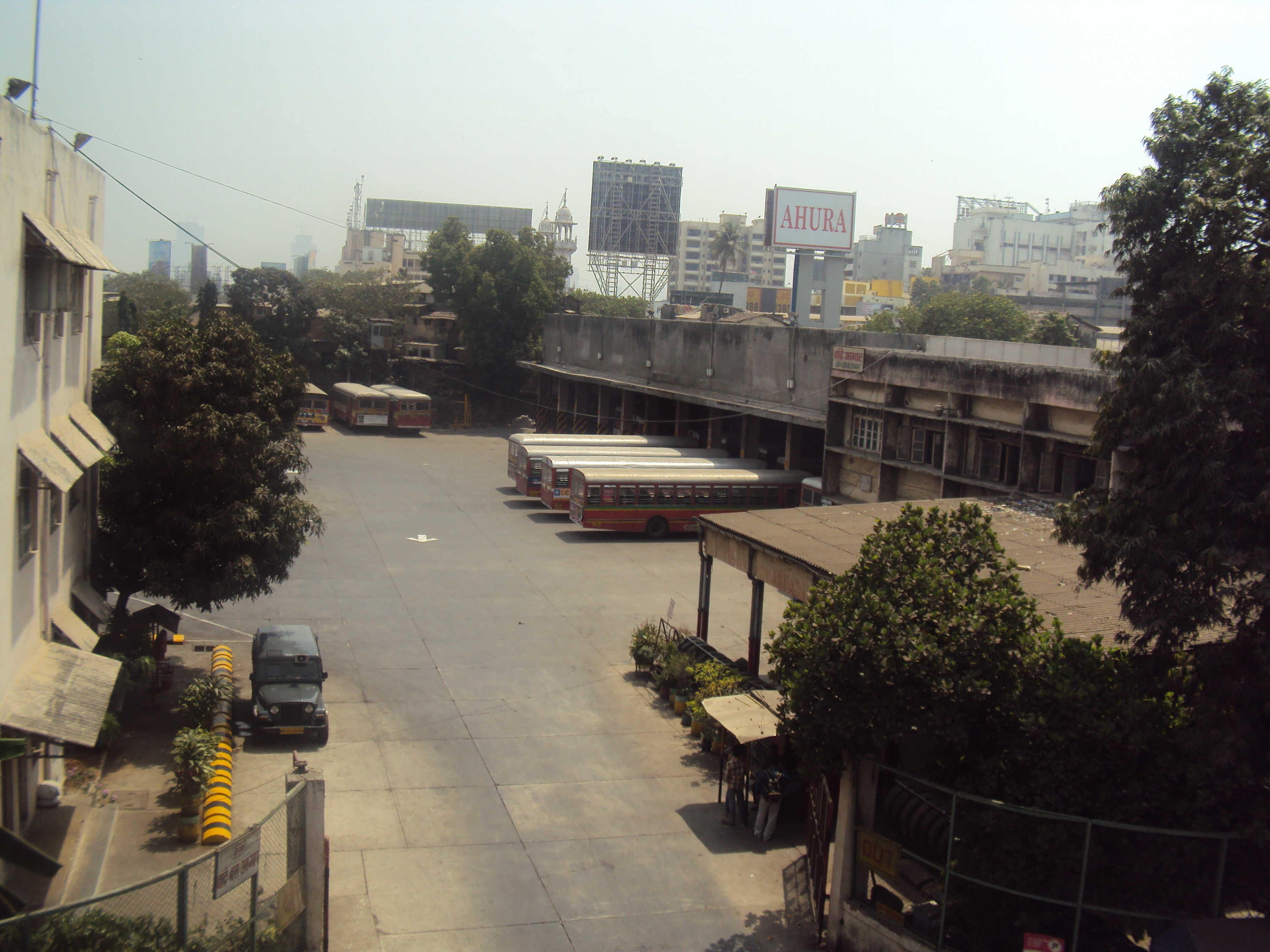
أحد المرائب في بندرة في مُمباي

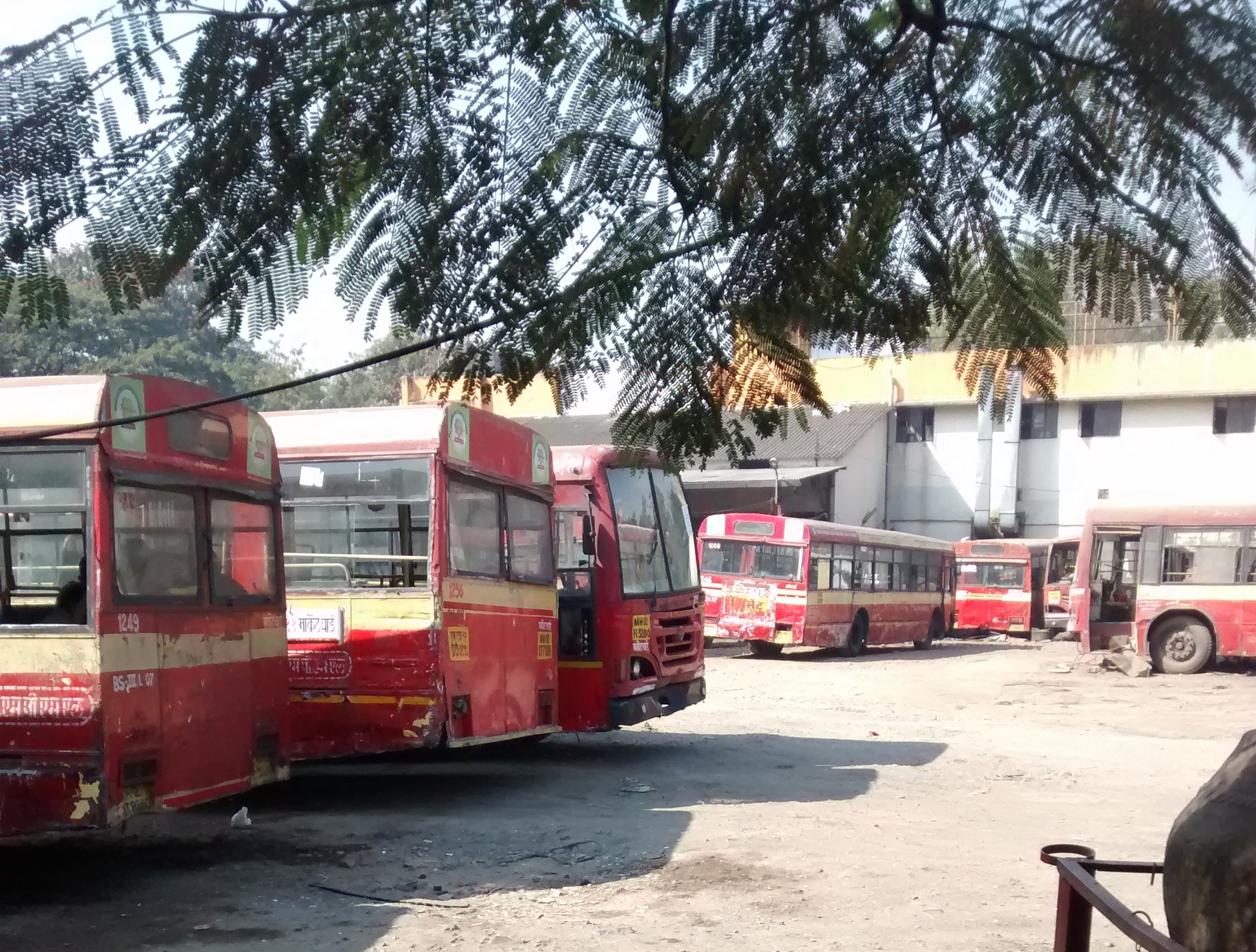
مرأب حافلات بمبدم في سوق يارد في بيون في الهند

مرأب الحافلات أو محطة حافلات هو مرفق لحفظ وتخزين الحافلات.
أكبر مرأب حافلات في العالم هي في دلهي في الهند.

## عناصر رئيسة في مرائب الحافلات
- مواقف داخلية
- مواقف خارجية
- نقطة تموين
- خزانات وقود
- قسم هندسي
- حفر تفتيش
- مغسلة حافلات
- مكابح اختبار الطريق
- مقصف الموظفين أو غرفة استراحة